# Scott Holiday
Scott Holiday é o guitarrista da banda de rock and roll Rival Sons. Ele é de Huntington Beach, Califórnia.

## Carreira Musical
A primeira banda de sucesso de Scott foi Human Lab, que assinou um acordo, em 2000, com a Atlantic Records, que foi negociado por Ian Montone (empresário de Jack White). A banda gravou um álbum com os produtores Michael Beinhorn e Mark "Spike" Stent no Henson Studios, Los Angeles e Olympic Studios, no Reino Unido, mas o álbum nunca foi lançado.
Procurando por um som mais visceral e perigoso, e depois de deixar a Atlantic Records em 2004, Scott Holiday começou uma nova banda com Thomas Flowers of Oleander chamada Black Summer Crush em 2005. A dupla começou a fazer audições quando Scott conheceu Michael Miley e então eles souberam que ele era a pessoa certa. Depois de tentar vários baixistas, Miley sugeriu Robin Everhart, que se juntou a banda. A banda gravou em conjunto de 2006 a 2009. Em 2008 a banda lançou a música Lucky Girl em mais um sucesso da 20th Century Fox', fazendo parte da trilha do filme Jumper com Hayden Christensen, Jamie Bell, Rachel Bilson e Samuel L. Jackson. A banda também tocou no Przystanek Woodstock e logo depois assinou um contrato com a EMI.
Em seguida, Scott Holiday foi apresentado ao produtor Dave Cobb, que se tornou um parceiro de composição para o novo álbum com a ajuda de Michael Miley e Robin Everhart. Esta foi a primeira experiência de Scott Holiday escrevendo da forma que se tornou a marca registrada do Rival Sons.
Scott estava ansioso para encontrar um vocalista e parceiro de composição, quando se deparou com a música de Jay Buchanan no MySpace. Michael Miley já havia tocado com ele em sua banda Buchanan. Scott soube imediatamente que Jay era o vocalista que ele estava procurando. Eles se encontraram, falaram sobre discos antigos e então Jay decidiu dar uma chance ao Rival Sons. Scott Holiday: "Ele olhou para mim e disse: 'Acho que nós vamos fazer esta banda.' E assim nós fizemos."
A banda regravou "Before The Fire", com Jay Buchanan nos vocais em 2009. Ele cantou 'On My Way' em um take e a partir de então, a banda foi Rival Sons.
O guitarrista tocou como convidado na música Ton of Bricks de Randy Bachman, em seu álbum de 2015 Heavy Blues. 

## Equipamento

### Guitarras
- Gibson Firebird VII (reverse)
- Gibson Firebird V (non-reverse)
- Kauer Banshee (feito sob encomenda)
- Fender Jazzmaster
- Violões Martin
- Dobros National
- Violão Art Davis Custom

### Amplificadores
- Orange OR50
- Orange Thunderverb
- Reeves Custom 30
- Silvertone 1484
- VOX AC30
- Diversos amps National e Supro

### Efeitos
Scott Holiday usa um variado arsenal de pedais e fuzzes que "levou um tempo para encontrar e configurar em meu próprio som".
Em torno de 2015, ele começou a usar o pedal de fuzz brasileiro Deep Trip BOG Fuzz no seu set ao vivo. E em abril de 2016, em seu novo pedalboard triplo da Salvage Custom, ele também adicionou o fuzz Deep Trip Hellbender. Ambos também foram usados nas gravações do álbum Hollow Bones (lançado em 10 de junho de 2016).